# ウッズ・ロジャーズ
ウッズ・ロジャーズ（Woodes Rogers、1679年? - 1732年7月15日）は、イギリス（イングランド王国）の私掠船の船長、後に初代バハマ総督。ダニエル・デフォーの『ロビンソン・クルーソー』に影響を与えたと考えられているアレキサンダー・セルカークの救助者であり、バハマ総督として黒髭らが君臨したナッソーの海賊共和国を制圧したことでも知られる。
ロジャーズは裕福な船乗りの家の生まれで、プールとブリストルで育ち、その後、ブリストルの船長の下で見習い水夫として働き始める。父親は多くの船を所有していたが、ロジャーズが20代半ばの頃に亡くなり、家業の海運業から離れた。1707年、スペイン継承戦争に伴うイギリス側の私掠船の船長だったウィリアム・ダンピアと知り合う。そして、ロジャーズは2隻の武装船「デューク号」と「ダッチェス号」（それぞれ公爵と公爵夫人の意）からなる船隊を率いて出発した。3年間でロジャーズとその部下たちは、太平洋上でいくつかの船を拿捕し、途中、1709年2月1日にファン・フェルナンデス諸島でセルカークを発見し、救助した。1711年10月に世界一周を成し遂げてイギリスに帰国を果たし、これは船や仲間の大半も維持しており、出資者には出資額の2倍の利益を出すなど、この航海は成功を収めた。また、出版されたセルカークの救助などを記した航海の記録は人気を博し、国民的英雄となった。しかし、太平洋での戦いにおいて弟が戦死し、自身も深手を負い、さらにはイギリス東インド会社や、帰国時の利益の分配で揉めた部下たちから訴訟を起こされ、最終的には破産を余儀なくされてしまった。
その後、海賊ハンターとして再起を図り、1718年、ジョージ1世より、当時カリブの海賊たちの拠点であったナッソーの奪還の使命を帯びて初代バハマ総督に任命された。「王の恩赦」によるアメと軍事力のムチを用いて、かつて黒髭のボスで有力な海賊船長であったベンジャミン・ホーニゴールドらを指揮下に治め、海賊共和国の壊滅を果たした。四国同盟戦争に端を発するスペイン軍による侵攻の危機にも見舞われたが無事にバハマを防衛する。しかし、これら防衛予算で財政問題を起こし、イギリスに帰国した折には提督解任の上に、借金を理由に投獄された。キャプテン・チャールズ・ジョンソンによる『海賊史』によって再び国民的英雄として脚光を浴び、1728年、ジョージ2世よりバハマ総督への再任を受けた。その任期中の1732年、健康を害して任地のナッソーにて亡くなった。53歳没。

## 前半生
ウッズ・ロジャーズは、商船長として成功したウッズ・ロジャーズ（この父の名の綴りはWoods）の長男であり、跡取りであった。多くの船の所有権を有していた父は、1年のうち9ヶ月をニューファンドランド島の漁船団で過ごして留守にしており、ロジャーズは幼少期をイギリスのプールで過ごして、その地元の学校に通っていたものと推測される。1690年から1696年の間に一家は、ブリストルに移住した。1697年11月、ロジャーズはブリストルの海商ジョン・イーマンズに見習い水夫として弟子入りし、船乗りの技術を学んだ。この時、ロジャーズは18歳であり、これは7年を要する見習い水夫となる年齢としてはいささか年長であった。
ロジャーズの伝記作家であるブライアン・リトルは、この来歴はブリストルの海事社会の一員になるため方法であり、ロジャーズが街の自由民、すなわち投票権を持つ市民になるのを可能にしたのではないかと示唆している。リトルはまた、ロジャーズがニューファンドランドの船団のイーマンズの船で海事経験を積んだ可能性も示唆している。1704年11月に、ロジャーズは見習い生活を終えた。

### 結婚
翌年1月、ロジャーズは隣人で親しい関係にあった提督ウィリアム・ウィートストーン卿の娘であるサラ・ウィートストーンと結婚した。ブリストルの名士であるウィートストーン家と縁戚関係になったことで、ロジャーズは街の自由民となった。1706年、父が海で死亡し、船舶と事業をロジャーズが継承した。1706年から1708年末にかけて、ロジャーズとサラは一人の息子と二人の娘に恵まれた。

## 私掠船の遠征

### 準備と序盤

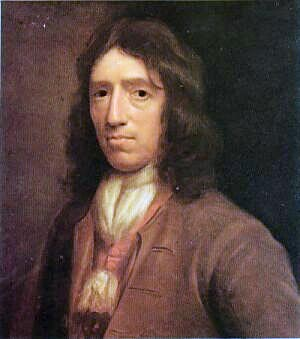
ウィリアム・ダンピア

1702年にスペイン継承戦争が起こった。イギリスは海上での主要な敵国であるフランスやスペインに対抗するため、多くのブリストルの船に私掠免状を与えることで、彼らが敵船を襲撃することを許可した。ロジャーズ家が所有する船についても少なくとも4隻に私掠免状が与えられた。そのうちの1隻、ロジャーズの義父にちなんで名付けられたウィートストーン・ガレー号は、奴隷貿易のためにアフリカへ向かう前に免状を受け取っていた。しかし、この船はアフリカに到着する前にフランスに拿捕されてしまった。ロジャーズは他にもフランス絡みで損害を被ったが、これらの度合いについては自著に何も記していない。ただ、これら損失を回復する手段として、ロジャーズは私掠船事業に乗り出した。
1707年末に、ロジャーズは、父の友人で航海士でもあったウィリアム・ダンピアより、スペイン船を狙った私掠船の遠征に誘われた。これは実は窮地に陥っていたダンピアが自分のキャリアを守るための動きであった。この頃、ダンピアは太平洋に出ていた2隻の私掠船の遠征事業より帰還したばかりであったが、フナクイムシから船体が守られていなかったというダンピア自身の過失によって最終的に2隻共に沈み、その前には反乱も起こされていた。これを知らなかったロジャーズは誘いに同意してしまった。活動資金はクエーカーのゴールドニー家のトーマス・ゴールドニー2世や、後に航海協議会の会長となるトーマス・ドーバー、ロジャーズの義父など、ブリストルの面々から出資を受けた。ロジャーズは2隻のフリゲート艦「デューク号」と「ダッチェス号」（それぞれ公爵と公爵夫人の意）からなる船隊を率いることとなり、自身はデューク号の船長として3年かかることとなる地球一周の航海へと出た。1708年8月1日にブリストルを出港した。ダンピアはロジャーズの航海士として同船した。
ロジャーズの航海は様々なトラブルに見舞われた。ブリストルからの船員の40人が脱走または解雇することになったため、アイルランドに1ヶ月滞在し、補充要員を募集して、航海の準備を行った。船員の多くはオランダ人やデンマーク人、あるいは他の国の外国人ばかりであった。ロジャーズが中立国であるスウェーデン船の略奪を禁じた際には、一部の船員が反乱を起こした。反乱は鎮圧され、ロジャーズは首謀者を鞭打ちにした後に鉄檻に監禁し、別の船でイギリスへ送還した。軽度の共謀者には配給を減らすなどの罰を与えた。船は南アメリカ南端の極寒のドレーク海峡を突破しようとしていたが、防寒着とアルコール（身体を温める防寒対策として信じられていた）の用意が不十分だとすぐに気がついた。後者がより問題だと考えられており、まずはテネリフェに立ち寄って地元のワインを買い込んだ後に、船の毛布を防寒着に縫い付ける処置が取られた。そして船は困難な大洋間横断を経験した。ロジャーズによれば、船団は南緯62度あたり（絶叫する60度）を航行するのを余儀なくされ、「我々が知る限り、そこはまだ誰も来たことがない最南端の場所であった」と記す。彼らの航路の最南は、南アメリカ大陸よりも、当時まだ未発見であった南極大陸に近いほどであった。

### セルカーク救助とスペイン船襲撃

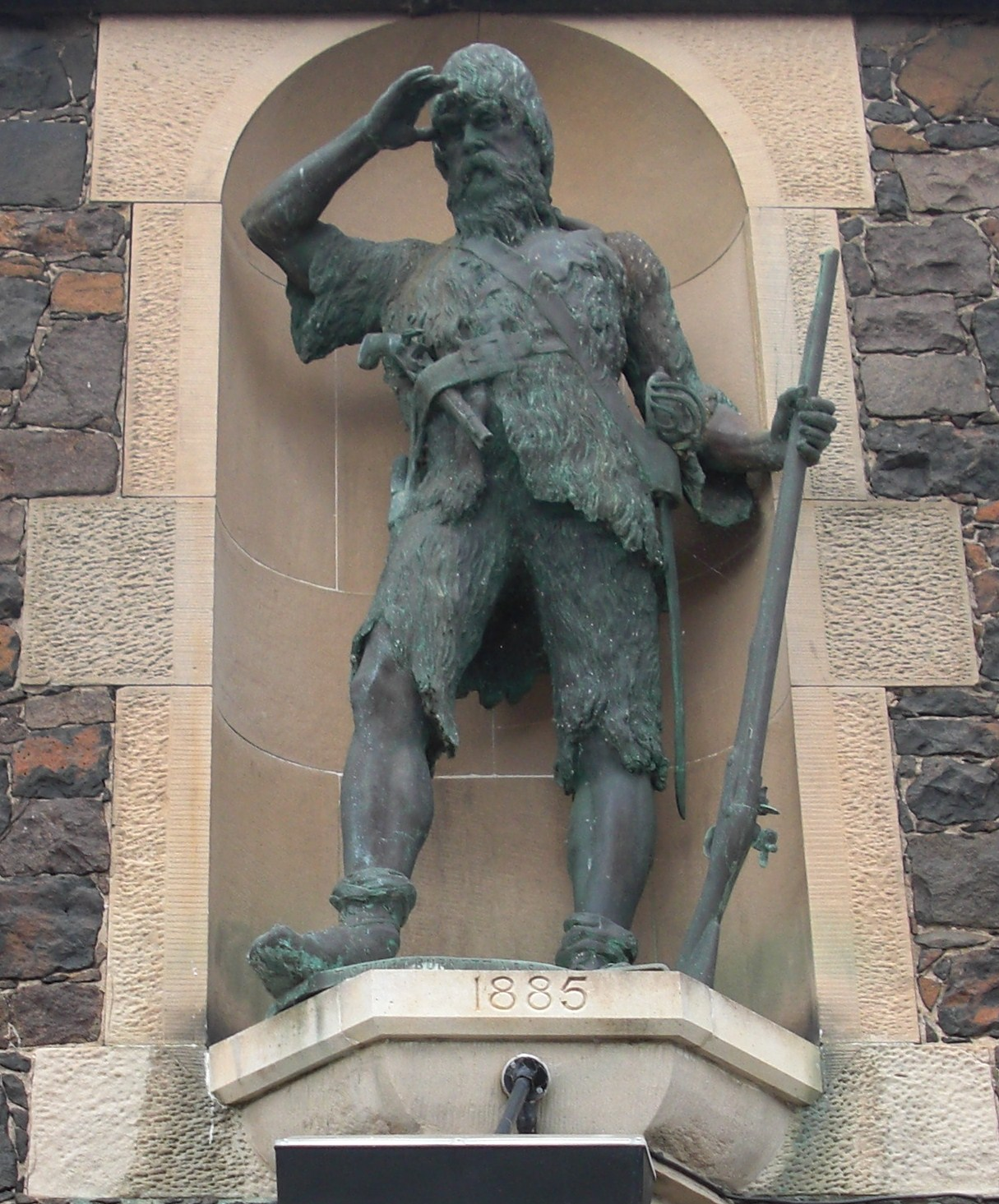
ヤギの皮に身を包み救助を待つセルカークの彫像。トーマス・スチュアート・ブルネット作（1885年）

ロジャーズは壊血病を防ぐために船にライムを載せていたが、これはまだ当時は一般的な慣行ではなかった。太平洋に着いた時にはライムの備蓄は枯渇し、7人がビタミン欠乏症で死亡した。そこでダンピアはまだ一般に知られていなかったファン・フェルナンデス諸島に船団を案内し、そこで新鮮な食材を調達させた。1709年2月1日、ロジャーズたちが島に近づいた時、岸辺に焚き火を発見し、スペイン船が滞在しているのではないかと恐れた。翌朝、ロジャーズは一行を上陸させ確認させると、焚き火の主は、約4年前に一人島に残されたスコットランド人の船員アレキサンダー・セルカークであった。ロジャーズの日記によれば、セルカークは「野性的な顔立ち」で、「ヤギの皮を着ていた」と言い、また「衣類と寝具、マスケット銃、火薬、弾丸、タバコ、手斧、ナイフ、ヤカン、聖書、本」を所持していたと記している。セルカークはロジャーズに救出され、彼の部下になるが、実は彼は、かつてダンピアに反乱を起こして彼を追放した船員たちの一人であり、今度はかつてのボスの水先案内人として船団に参加できることを喜んだ。セルカークはデューク号の船員となり、後には遠征隊が拿捕した船の指揮を任された。

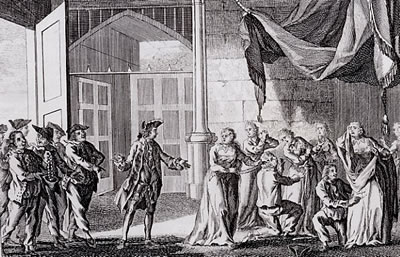
ロジャーズの部下達が襲撃したグアヤキルの町にてスペイン人女性たちから宝石を見つけ出そうとしている場面

1709年2月14日にファン・フェルナンデス諸島を後にしたロジャーズたちは、多数の小型船を拿捕・略奪し、現在のエクアドルにあるグアヤキルの町を襲撃した。ロジャーズが同地の総督と交渉しようとしていた時、町の住民たちは貴重品を隠していた。ロジャーズが得ることができた町の身代金はささやかなものであったために、一部の部下たちは不満を募らせ、貴重品を探して最近亡くなった住民の墓を暴くほどであった。これは結果として船内に感染病をもたらし、6人が死亡した。グアヤキル出港後、船団はサイモン・ハトリーが指揮していた拿捕船の1つと連絡が取れなくなり、捜索が行われたが無駄に終わった。実はハトリーと彼の部下たちはスペインに捕らえられていた。その後のハトリーの太平洋での航海・冒険は、セルカークのように文学の題材として扱われ、ハトリーの名を不朽のものにした。嵐に見舞われた船上において、より良い風を期待してアホウドリを撃った出来事は、サミュエル・テイラー・コールリッジの『老水夫行（The Rime of the Ancient Mariner）』の有名なエピソードとして引用されている。
船員たちはますます不満を抱き、ロジャーズや幹部たちは新たな反乱が起こることを恐れた。この緊張は、メキシコ沖で貴重品を積んでいたスペイン船 Nuestra Senora de la Encarnacion y Desengano号（以下、Encarnacion号と略す）を拿捕したことで払拭された。この戦いでロジャーズは顔に傷を負った。一方ではEncarnacion号に同伴していた武装ガリオン船 Nuestra Senora de Begona号は取り逃がし、デューク号とダッチェス号はダメージを負った。その後、経験の浅いドーバー船長に拿捕したEncarnacion号の指揮を任せることになったのはロジャーズとしては不満のあるものであったが、セルカークを航海士に付けることで、この決定に至ったのかもしれない。私掠船は2隻の拿捕船を伴いながら太平洋を横断した。その後、遠征隊はグアムで補給を行った。同地は当時スペインの支配地であったものの、住民たちに心から歓迎された。また、現在のインドネシアにあるオランダ領バタヴィア港（現在のジャカルタ）にも寄港し、そこでロジャーズは口蓋からマスケット弾を取り除く手術を受け、また、2隻の拿捕船の内、耐航性の低いものを処分した。しかし、このオランダ人との取引は、イギリス東インド会社の独占権を侵害するものであり、帰国後に問題となった（後述）

### 世界一周の達成と冒険記の成功
1711年10月14日、船団はテムズ川に到着し、イギリスへの帰還を果たした。これは最初の船や船員たちをほぼ失わずに世界一周を果たした快挙であった。しかし、先述のオランダ人との取引によって訴訟が起こされ、出資者たちは東インド会社に6,000ポンド（現在の約878,000ポンド）を和解金として支払う羽目になった。これはロジャーズが遠征で持ち帰ったものの約4パーセントに相当する。そこからさらに出資者達に約2倍の金額となる配当金を渡し、太平洋の戦いで弟を失い、自らも深手を負った航海によってロジャーズ自身が得たのは1,600ポンド（現在の約23万4,000ポンド）に過ぎなかった。この金額はおそらくロジャーズがそのままイギリスに留まって稼げた金額よりも少なく、さらには彼が不在の間に家族が作った借金の返済で完全に無くなってしまった。しかしながら、その長い航海とスペイン船の拿捕は、ロジャーズを国民的英雄に押し上げた。
ロジャーズは航海の記録をまとめたものを『A Cruising Voyage Round the World（直訳：世界一周航海）』と題して出版した。この出版に先立つこと数ヶ月前にダッチェス号の高級船員であったエドワード・クックも『 A Voyage to the South Sea and Round the World（直訳：南海と世界一周の航海）』と題した冒険記を出版していた。これらはロジャーズの方がはかるに成功を収めたが、この理由としてクックは軽視していたセルカークの救出のエピソードが、多くの読者を魅了したためであった。このセルカークのエピソードに興味を持った読者の中には、ロジャーズの友人でもあったダニエル・デフォーもいたと考えられており、後に彼の代表作『ロビンソン・クルーソー』の物語を執筆したと推測されている。
ロジャーズの著書は経済的な成功を収めたが、実は本来の目的はイギリスの航海士や入植者を支援するという実用的なものであった。ロジャーズが紹介した多くは南洋貿易の推進に費やされている。ロジャーズは南洋にイギリスの植民地があったのならば、船員たちの食料の心配をする必要も無かったであろうと述べている。書籍の内容の三分の一は、彼が探検した場所の詳細な説明に費やされており、これは特に「我々の貿易を拡大するために最も役立つであろう場所」に重点が置かれている。その詳述された中には現在のアルゼンチンとウルグアイに跨るラプラタ川の流域も含まれているが、これはまだ金融スキャンダル（南海泡沫事件）が起こる前の南海会社の事業展開範囲内にあったためである。ロジャーズの本はジョージ・アンソン提督やジョン・クリッパートン、ジョージ・シェルボックといった南太平洋で活動する航海士たちにも読まれた。

## バハマ総督としての後半生

### 破産とバハマ総督就任

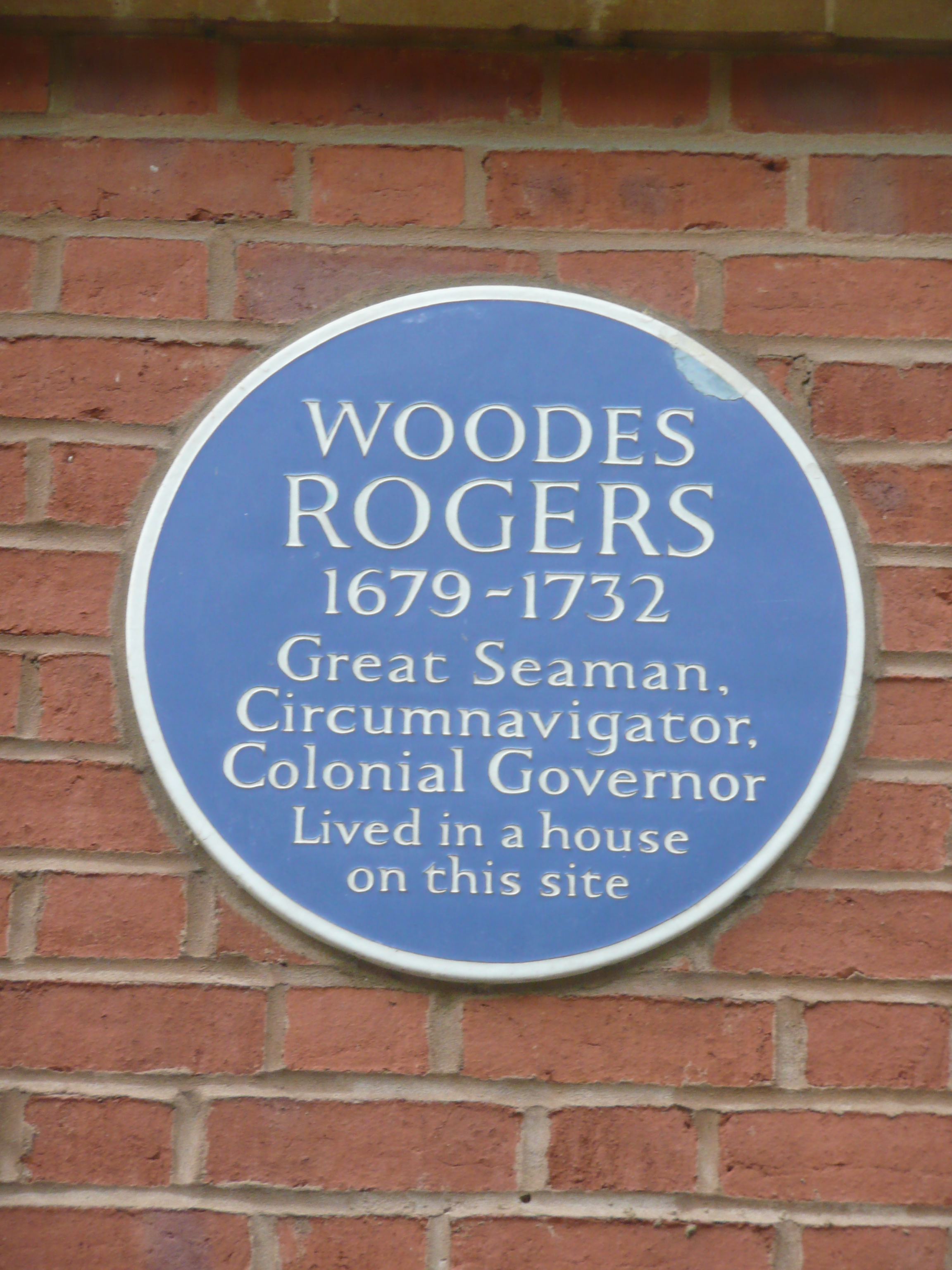
ブリストルにあったロジャーズ邸の跡地にあるプレート（35 Queen Square）

帰国したロジャーズは経済問題に直面することとなった。ウィリアム・ウィートストーン卿が亡くなり、私掠船での事業損失を補填できず、家族を養うためブリストルの屋敷の売却を余儀なくされた。さらにロジャーズは200人以上の船員たちから遠征利益が公正に分配されていないとして訴えを起こされてしまった。本による印税収入を持ってさえもこれらの困難を克服するには至らず、最終的に破産を余儀なくされた。ロジャーズが帰国してから1年後に妻サラとの間に4人目の子供が生まれてはいたが、これは乳児期に死亡し、妻とは間もなく永久に離別することとなった。
ロジャーズは破産状況から脱却するため、今度は海賊を標的とする遠征を企画した。1713年、ロジャーズは今回はイギリス東インド会社の許可を得るという形で、マダガスカル島で奴隷を購入してオランダ領東インドに連れて行くという表向きの遠征について指揮した。ロジャーズのもう1つの目的は、マダガスカルの海賊たちの情報収集であり、彼らを滅ぼすか指揮下に収め、将来的なマダガスカルの植民地化を狙うことであった。マダガスカル島周辺の海賊や海賊船について情報収集したロジャーズは彼らのほとんどが島に定住していたことを知り、そこで多くの海賊たちを説得してアン女王の慈悲（恩赦）を求める署名活動を行わせた（つまり、島の住人となっていたイギリス出身の海賊たちに恩赦を与えて指揮下に置くことでそのまま島を植民地化できると考えた）。このため、この遠征は非常に有益であったものの、1715年にロンドンに戻ってきたロジャーズの提案に対し、東インド会社は、少数の海賊よりも植民地化して島の利権を独占してしまう方がリスクが大きいとし、難色を示した。そこでロジャーズは今度は西インド諸島に目を向けた。彼の交友関係には、1714年にアン女王の後を継いだ新国王のジョージ1世の顧問になった者が何名かおり、それを利用することで、植民地利益の分配と引き換えに、海賊が跋扈していたバハマの管理を国から任されることになった。
当時のバハマ植民地は、バミューダ総督の言葉を借りれば「政府のいかなる形跡もなし（without any face or form of Government）」であり、現地は「悪名高き者共の巣窟」であった。ロジャーズが管理を委任されるまで、形式上の領主がいるだけで、現地には不在であった。ロジャーズが委任された契約では、ロジャーズが設立した法人に対し、領主よりその権利を21年間貸与するというものであった。
1718年1月5日、1718年9月5日までに降伏すればすべての海賊行為を赦免する、という後に「王の恩赦（King's Pardon）」として知られる布告が発せられた。同時に植民地総督や副総督には恩赦を与える権限も与えられた。翌1月6日に、ロジャーズは、ジョージ1世によって正式に遠征隊の総司令官及び植民地総督（バハマ植民地総督）に任命された。
しかし、彼はすぐに新しい任地に向けて出発したわけではなく、7隻の船、100人の兵士、130人の入植者、また彼らの食料といった物資の準備に費やされ、その中には海賊たちを転向させる際に、彼らの道徳観に訴えられると信じて作成した宗教的なパンフレットもあった。1718年4月22日、英国海軍の3隻の船を伴った遠征隊はテムズ川を出航した。

### 1期目の総督職と投獄

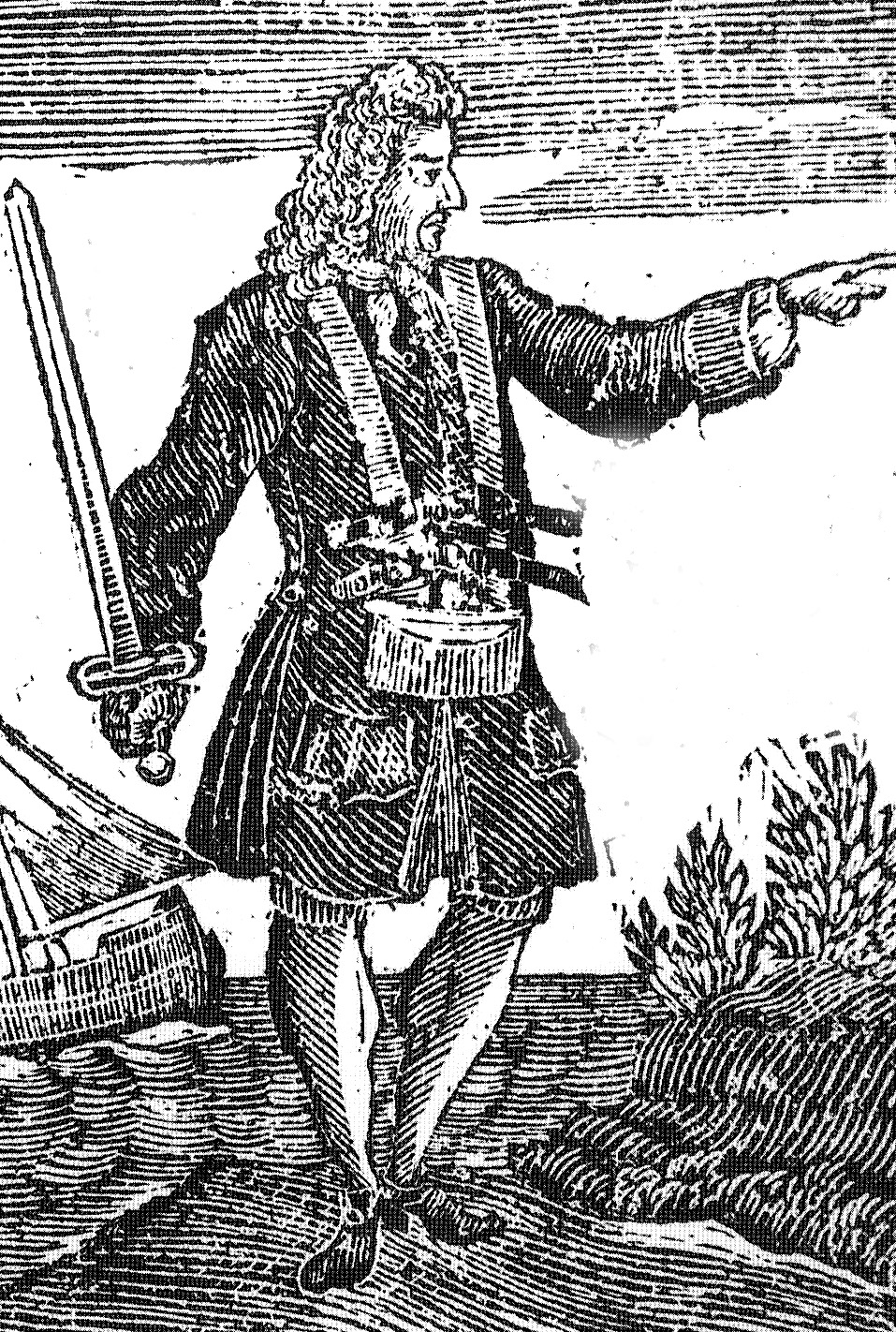
チャールズ・ヴェイン

遠征隊は1718年7月22日に海賊共和国と呼ばれたナッソーに到着し、海賊チャールズ・ヴェインが指揮する船を奇襲して拿捕した。交渉失敗後、ヴェインは拿捕されたフランス船を焼き討ち船にし、軍艦に衝突させようとした。この試みは失敗したが、軍艦はナッソーの港の西端に強制的に押し出される形となった。この隙にヴェイン達は町を襲撃し、地元の有能な船員たちを確保できた。ヴェインとその手下たちは、小型のスループ船で港の東部の狭い出入り口を通って脱出を果たした。海賊たちは罠から逃れることができたものの、ナッソーとニュープロビデンス島はロジャーズの支配下となった。
当時の島の人口は恩赦を受けた約200人の元海賊たちと近隣のスペイン植民地から逃亡してきた数百人の亡命者たちで構成されていた。ロジャーズは現地政府を組織すると、まだ受け入れていなかった島の海賊たちに王の恩赦を与え、また長年の海賊の支配で衰退していた島の要塞の再建に着手した。ニュープロビデンス島に着任して1月も経たないうちに、ロジャーズは二重の危機に直面した。1つは、ヴェインが黒髭と知られるエドワード・ティーチと協力して島の奪還を予告する脅迫状を送ってきたことであり、もう1つはスペインがイギリス人をバハマより排除しようとしている計画であった。
ロジャーズの遠征隊はさらなる危機に見舞われた。まだ多くの者は無事であったとはいえ、原因不明の疫病によって遠征隊員の百名近くが亡くなった。待機命令を出すことができず、英国艦3隻のうち2隻はニューヨークに向かって出港してしまった。スペインの総督との和解交渉のためにハバナに送られた船は、途中で乗組員の反乱が起きて海賊に転向し、到着しなかった。ついに3隻目の英国艦も9月中旬に出港してしまい、艦長は「3週間後に戻る」と約束していたが、それを守るつもりはまったくなかった。要塞の再建作業はゆっくりと進んだが、地元民の協力は消極的であった。
1718年9月14日、ロジャーズはヴェインがナッソーの北約120マイル (190 km)のアバコ近くのグリーンタートル島にいるという知らせを受けた。ニュープロビデンス島で恩赦を受けた海賊の何人かがヴェインに加わるために船に乗ったと聞き、ロジャーズは元海賊船長であるベンジャミン・ホーニゴールドとジョン・コックラムを部下たちと共に派遣して情報収集に当たらせると同時に、可能であればヴェインを戦場に引きずり出すことを命令した。数週間が経過し、何の音沙汰もなく、彼らの生存の期待が薄れてくるとロジャーズは戒厳令を出し、全住民に要塞の再建作業に着手させた。その後、元海賊たちは帰還を果たした。彼らはヴェインを殺す機会に恵まれず、戦場に引きずり出すこともできなかったが、1隻の船を拿捕し、多くの海賊の捕虜を連れ帰ってきた。その後もホーニゴールドは、ハバナへの派遣中に海賊に転向した船の奪還命令を受け、現地へ向かった。彼はジョン・オーガー船長を含む10人の捕虜と3人の死体を携えて帰還した。同年12月9日、ロジャーズはホーニゴールドが捕らえた10人を裁判にかけた。うち9人が有罪判決を受け、3日後には8人を絞首刑に処した（1人は家柄が良かったとして助命し、釈放した）。死刑囚の一人トーマス・モリスは、死刑の直前に絞首台において「俺たちの総督は素晴らしい。だが苛烈だ」と叫んだ。この処刑は島の住人たちに恐怖を与え、クリスマスの直後には数人の島民による反乱計画が持ち上がったが、ほとんど支持を得られなかった。ロジャーズは計画の首謀者たちを鞭打ちの刑に処すと、これ以上は無害として釈放した。
1719年3月16日、ロジャーズはイギリスとスペインが再び戦争状態に入ったことを知った（四国同盟戦争）。要塞の再建にさらに力を入れ、遠征隊のスポンサーから支払われることを期待してそれら必要物資を掛け取引で購入した。5月にはスペインはナッソーに侵攻艦隊を差し向けていたが、フランス（当時はイギリスの同盟国）がペンサコーラを占領したために（ペンサコーラ占領）、艦隊の行き先はそちらに変更された。この結果、ロジャーズはニュープロビデンス島の要塞化と補給の時間を稼ぐことが可能になり、スペイン艦隊が到着したのは1720年2月24日になってからであった。スペイン軍は防衛網を警戒して、ナッソーの港に面したパラダイス島（当時の名前はホグ島（Hog Island））に上陸したが、ロジャーズの軍隊によって追い払われた（ナッソー襲撃）。
1720年にはロジャーズの統治を脅かす外部の脅威が消滅した。スペインはイギリスと講和し、スペインによるバハマへの脅威は取り払われた。ヴェインは難破してベイ諸島にて逮捕され、その1年後にはジャマイカで絞首刑に処されて2度と戻ってくることはなかった。しかし、これらによって総督としてのロジャーズの困難が終わったわけではなかった。ニュープロビデンス島の防衛予算は大幅に不足し、本国イギリスからの援助は受けられず、商人たちもロジャーズに対するさらなる貸し付けには応じなかった。健康を害したロジャーズは療養のためにサウスカロライナ州チャールストンに6週間滞在した。さらにはニュープロビデンス島での対立が発展して英国艦Flamborough号のジョン・ヒルデスリー艦長と決闘を行い、負傷した。ロンドンからの支援や連絡がないことに不安を覚えたロジャーズは、1721年3月にイギリスに向けて出航した。3ヶ月後に到着すると、新しい総督が任命されており、彼の法人は精算されてしまっていた。このため、ナッソーで契約した債務はロジャーズの個人債務になっており、この借金のために投獄されてしまった（債務者監獄）。

### 名誉回復と第2期、晩年

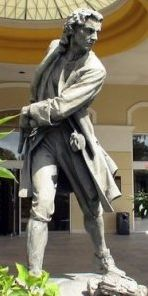
ブリティッシュ・コロニアル・ヒルトン・ナッソーホテルにあるウッズロジャーズの像

政府も、かつてのパートナーも借金の代理返済を拒んだために、ロジャーズは債権者に同情されて借金を免除され、ようやく刑務所から解放された。しかし、ロジャーズは「自分の身の回りの憂鬱な見通しに戸惑った」と心境を書いている。1722年または1723年にロジャーズは海賊の歴史を書いている男に声を掛けられ、彼に情報を提供した。その結果、キャプテン・チャールズ・ジョンソンというペンネームで出版された『A General History of the Robberies and Murders of the Most Notorious Pyrates（悪名高き海賊たちの強奪と殺人の歴史）』（通称『海賊史』）は、大西洋の両岸で大ヒットを記録し、ロジャーズは2度目の国民的英雄としての地位を獲得した。再び世間の注目を集めたロジャーズは1926年に国王への金銭的な救済を求める請願に成功し、ジョージ1世により1721年に遡って年金の受給が決定した。さらには1728年10月22日にジョージ1世の息子で次期国王となったジョージ2世により総督への再任を受けた。
総督に復帰したロジャーズの2期目の期間において、バハマが外部勢力によって脅威にさらされるようなことはなかったが、その職務には困難があった。ロジャーズは島の防衛強化と、その予算のための地方税の導入を企図したが、彼が罷免されていた間に設立されていた議会はこれに反対し、ロジャーズは議会を解散させた。これら政争はロジャーズを疲弊させ、健康を害したために1731年の初めに再びチャールストンにて療養した。同年7月にバハマに戻ったが健康は回復せず、翌1732年7月15日にナッソーにて死去した。53歳没。
ナッソーの港通りに、ロジャーズの名が残っている。「海賊は追放され、交易が回復した（Piracy expelled, commerce restored）」は、1973年にバハマが独立するまで同地の標語のままであった。